# Вељке Капушани
Вељке Капушани (слч. Veľké Kapušany, мађ. Nagykapos) су град у Словачкој, у оквиру Кошичког краја, где су значајно насеље у саставу округа Михаловце.

## Географија
Вељке Капушани су смештени у југоисточном делу државе, близу границе са Украјином (7 km источно од града). Главни град државе, Братислава, налази се 530 km западно од града.
Рељеф: Вељке Капушани су се развили у крајње североисточном делу Панонске низије, у равничарском подручју. Надморска висина граде је око 110 m.
Клима: Клима у Вељким Капушанима је умерено континентална.
Воде: Кроз Вељке Капушане протиче речица Ортов.

## Историја
Људска насеља на овом простору датирају још из праисторије. Насеље под данашњим именом први пут се спомиње у 1211. године, а 1430. године насеље је добило градска права. Током следећих векова град је био у саставу Угарске као обласно трговиште.
Крајем 1918. године. Вељке Капушани су постали део новоосноване Чехословачке. У времену 1938-44. године град је био враћен Хортијевој Мађарској, али је поново враћен Чехословачкој после рата. У време комунизма град је нагло индустријализован, па је дошло до наглог повећања становништва. После осамостаљења Словачке град је постао њено значајно средиште, али је дошло и до проблема везаних за преструктурирање привреде.

## Становништво
| Година:    | 1994. | 2004.   | 2014.   | 2024.   |
| ---------- | ----- | ------- | ------- | ------- |
| Број људи: | 9786  | 9536    | 9235    | 8347    |
| Разлика:   |       | -2,55 % | -3,15 % | -9,61 % |

| Година:    | 2023. | 2024.   |
| ---------- | ----- | ------- |
| Број људи: | 8479  | 8347    |
| Разлика:   |       | -1,55 % |

Данас Вељке Капушани имају око 9.500 становника и последњих година број становника опада.
Етнички састав: По попису из 2001. године састав је следећи:
- Мађари - 57,0%,
- Словаци - 35,9%,
- Роми - 4,3%,
- остали.

Верски састав: По попису из 2001. године састав је следећи:
- римокатолици - 49,5%,
- гркокатолици - 12,3%,
- атеисти - 4,6%%,
- остали.

## Партнерски градови
- Елек, Пољска

## Галерија
- Римокатоличка црква
- Гркокатоличка црква
- Детаљ из средишта насеља